# Семберія

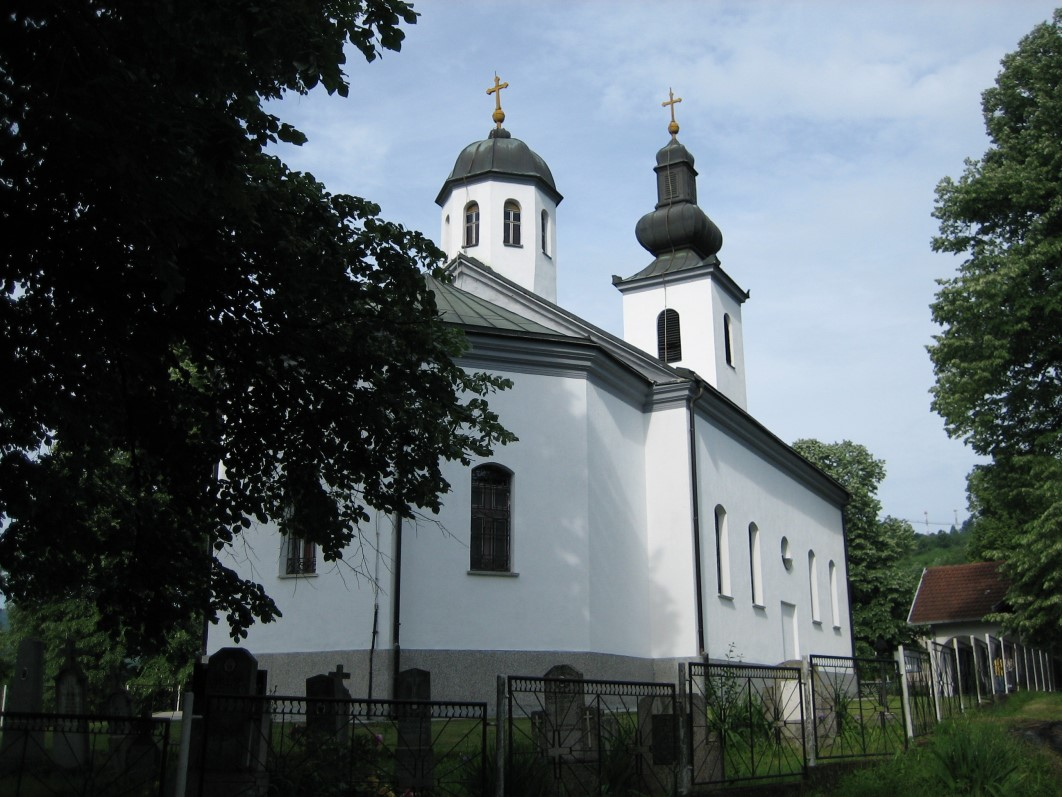
Храм в Лопарі

Семберія (серб. Семберија) — географічний регіон на північному сході Боснії і Герцеговини, має родючі землі, клімат помірно-континентальний, а населяють його переважно серби. Головним містом регіону є Бієліна. Семберія розташована між річками Дрина, Сава і горами Маєвиця. Основна частина регіону належить Республіці Сербській. Перша згадка Семберії була у 1533 році під час османського панування.